# Guteskolan
Guteskolan är en friskola i Visby på Gotland som ägs och drivs av Jerry och Anna Engström. Guteskolan bedriver både grundskole- och gymnasieundervisning sedan 2007. Grundskolan är delad i F–6 och 7–9. På gymnasiet erbjuds fyra program, hantverksprogrammet/frisör, teknikprogrammet, samhällsvetenskapsprogrammet- och naturbruksprogrammet/djur. Från hösten 2011 erbjuder de fyra gymnasieprogrammen åtta olika inriktningar.
År 2012 togs gymnasieprogrammet teknik bort.
I april 2013 förvärvades Donnergymnasiet (numera Guteskolan Södra) i Klintehamn så från hösten 2013 erbjuds även programmen barn- och fritidsprogrammet, naturvetenskapsprogrammet, restaurang- och livsmedelsprogrammet, ekonomiprogrammet samt estetiska programmet med tre olika inriktningar. Höstterminen 2013 går sammanlagt 375 elever på Guteskolan, fördelat på ca 150 elever i F-9, ca 75 gymnasieelever Guteskolan Visby samt 150 gymnasieelever på Guteskolan Södra.